# Salix piptotricha
Salix piptotricha — вид квіткових рослин із родини вербових (Salicaceae).

## Морфологічна характеристика
Це повзучий кущ; стовбур повзучий, тьмяно-коричневий. Молоді гілочки червоно-червоні, волосисті. Листкові ніжки 2–4 мм, волосиста; листкова пластинка обернено-яйцювата, рідше еліптична, 3–5(7) × 1.5–2.5(3.5) мм, абаксіально (низ) сірувато-зелена, рідко ворсинчаста, у молодості густо-волосиста, адаксіально зелена, гола, край нечітко залозисто-зубчастий дистально чи цілий, верхівка підгостра. Сережки кінцеві, головчасті. Чоловіча сережка ≈ 1 см, малоквіткова.

## Середовище проживання
Пн.-зх. Юньнань. Населяє гірські схили, скельні ущелини; на висотах понад 3500 метрів.